# Annika Vössing
Annika Vössing (* 21. Oktober 1992) ist eine deutsche Duathletin und Triathletin. Sie ist Junioreneuropameisterin Triathlon (2010) und Deutsche Meisterin auf der Duathlon-Kurzdistanz (2013).

## Werdegang
Annika Vössing kam im zweiten Schuljahr zum Schwimmsport, später über ihre Brüder zur Leichtathletik und sie betreibt Triathlon seit 2008. Sie ist Studentin der Humanmedizin.
Im Juni 2010 wurde sie in Italien Junioreneuropameisterin im Triathlon.
2013 wurde sie Deutsche Duathlon-Meisterin und 2014 wurde sie hier Zweite. Bei den Duathlon-Weltmeisterschaften 2014 belegte sie in Spanien den zwölften Rang. Sie wird trainiert von Grit Wienert.
Im März 2015 wurde sie wie schon 2014 Deutsche Vizemeisterin auf der Duathlon-Kurzdistanz und sie holte sich den Titel in der Klasse U23. Seit der Saison 2018 startet sie für Bayer 05 Uerdingen.
Seit September 2018 arbeitet Annika Vössing im Universitätsklinikum Essen.

## Sportliche Erfolge
| Datum/Jahr    | Rang | Wettbewerb                                         | Austragungsort | Zeit     | Bemerkung                                                                        |
| ------------- | ---- | -------------------------------------------------- | -------------- | -------- | -------------------------------------------------------------------------------- |
| 20. Aug. 2017 | 24   | DTU Deutsche Meisterschaft Triathlon Sprintdistanz | Grimma         | 01:10:10 | Deutsche Meisterschaft Triathlon-Sprintdistanz                                   |
| 26. Juni 2016 | 11   | DTU Deutsche Meisterschaft Triathlon Sprintdistanz | Düsseldorf     | 01:01:38 | beim T3 Triathlon                                                                |
| 28. Juni 2015 | 18   | DTU Deutsche Meisterschaft Triathlon Sprintdistanz | Düsseldorf     | 01:02:29 |                                                                                  |
| 9. Juni 2013  | 2    | Bonn-Triathlon                                     | Bonn           |          |                                                                                  |
| 12. Mai 2013  | 2    | Siegerland-Cup                                     | Buschhütten    |          |                                                                                  |
| 9. Sep. 2011  | 10   | ITU Triathlon World Championship Junior Women      | Peking         | 01:04:49 | Juniorenweltmeisterschaft (750 m Schwimmen, 20,9 km Radfahren und 5,4 km Laufen) |
| 24. Juni 2011 | 5    | ETU Triathlon European Championship Junior Women   | Pontevedra     | 01:06:08 | Triathlon-Europameisterschaft Junioren                                           |
| 3. Juni 2010  | 1    | ETU Triathlon European Championship Junior Women   | Athlone        | 01:01:40 | Triathlon-Europameisterin Junioren                                               |

| Datum/Jahr    | Rang | Wettbewerb                              | Austragungsort | Zeit        | Bemerkung                                                                               |
| ------------- | ---- | --------------------------------------- | -------------- | ----------- | --------------------------------------------------------------------------------------- |
| 14. Apr. 2019 | 4    | DTU Deutsche Meisterschaft Duathlon     | Alsdorf        | 02:59:15    | Deutsche Meisterschaft Duathlon-Kurzdistanz beim Dachser-Duathlon                       |
| 29. März 2015 | 2    | DTU Deutsche Meisterschaft Duathlon     | Kalkar         | 02:00:35    | Deutsche Vizemeisterin Duathlon                                                         |
| 29. März 2015 | 1    | DTU Deutsche Meisterschaft Duathlon U23 | Kalkar         | 02:00:35    | Siegerin U23 bei der Deutschen Duathlon-Meisterschaft beim Minrath-Duathlon             |
| 31. Mai 2014  | 12   | ITU Duathlon World Championships        | Pontevedra     | 02:08:46    | ITU Duathlon-Weltmeisterschaft                                                          |
| 4. Mai 2014   | 2    | DTU Deutsche Meisterschaft Duathlon     | Cottbus        | 02:07:16,50 | Deutsche Vizemeisterin Duathlon hinter Franziska Scheffler                              |
| 28. Apr. 2013 | 1    | DTU Deutsche Meisterschaft Duathlon     | Cottbus        | 02:03:22    | Deutsche Meisterin Duathlon-Kurzdistanz (10 km Laufen, 36 km Radfahren und 5 km Laufen) |